# 信貸掛鉤票據
信貸掛鈎票據（Credit-linked note），是一種連動債和結構性產品。作為一種特別的金融衍生工具，雖然名稱為債券，事实上是一种高风险的金融衍生产品。这类产品的发行商一般利用来自投资者的款项买入抵押品，然后作出若干“掉期”财务安排，从而令发行商得以将产品的潜在整体回报提升至高于传统银行存款的回报水平。这些“掉期”安排通常与若干拥有高信贷评级的参考机构有关连。
在香港、台灣及新加坡等地曾有名為雷曼兄弟迷你債券事件和摩根士丹利精明債券事件等一般被認為屬於信貸掛鈎票據的產品發售，但有意見認為自2004年以後發行的迷你債券在其三層結構內隱藏了不同於一般連結資產的債務抵押債券的合成債務抵押債券，因此並不應被算作信貸掛鈎票據。

## 原理
迷你債券以期權和套利為基礎，即是以保險金的原理，賺取中間的差價。雖被稱為「債券」，但實際上只是一堆信貸掛鈎票據。它先成立一間空殼公司作為迷你債券的發行人，然後再向投資者銷售一大堆信貸掛鉤票據，包括一些債務抵押債券（CDO），當中有許多高風險的信貸違約掉期，再混入一些較穩建的藍籌股，以槓桿方式抵消其風險。發行人利用客戶的資金投資，賺取這些證券定期產生的現金流，客戶則可收取比一般銀行存款較高的利息。

## 外部參考
- 明報財經：新鴻基迷你債券利息多過定期存款（页面存档备份，存于）
- 雷曼香港迷你债券 - 和讯百科[]

## 参看
- 资本市场
- 金融工程学
- 计量金融
- 投资银行
- 股本衍生工具
- 雷曼迷你債券事件
- 摩根士丹利精明債券事件